# Luza (település)
Luza (oroszul: Луза) város Oroszország Kirovi területén, a Luzai járás székhelye.
Lakossága: 11 260 fő (a 2010. évi népszámláláskor).

## Fekvése
A Kirovi terület északnyugati részén, Kirov területi székhelytől 300 km-re, a Luza (a Jug mellékfolyója) jobb partján fekszik. Vasútállomás a Kirov–Kotlasz vasútvonalon, a Vologdai terület határa közelében.

## Története
1899-ben, a Perm–Vjatka–Kotlasz vasútvonal építésekor, az állomás melletti településként keletkezett. A vasút az Urál vidékét kötötte az akkori Vjatka (ma: Kirov) városon át az Északi-Dvinán létesített folyami kikötővel. A vasútállomás körül kialakult Luza 1929-ben lett járási székhely (először; utána 1965-ben újból), 1944-ben városi rangot kapott.
Az 1930-as években a település mellett alakították ki az otthonaikból kitelepítettek egyik lágerét. A világháború idején német hadifoglyokat is dolgoztattak a fakitermelési munkákon, a településen pedig katonai kórházat rendeztek be.

## Gazdasága
Jelentős faipari központ, fafeldolgozó kombináttal. Kedvező földrajzi helyzete nagyban hozzájárult a faipar kialakulásához: a folyón évszázadokig foglalkoztak faúsztatással, és miután a kiépült vasútvonal itt szelte át a folyót, Luza fafeldolgozási központ és a kitermelt fa nagy átrakodó állomása lett.